# ゴルフ日本シリーズ
ゴルフ日本シリーズ（ゴルフにっぽんシリーズ）は、1963年から毎年12月上旬に開催される日本ツアーの最終戦である。

## 概要
第1回は日本オープン・日本プロ・関東オープン・関西オープン・関東プロ・関西プロの公式戦大会優勝者5人で開催された。
それ以後はその年の日本ゴルフツアー（JGTO）公認トーナメント優勝者、賞金ランキング上位者など、年間を通して顕著な活躍をしたプロゴルファーだけが出場できる「最優秀プロ決定戦」という位置づけがなされており、それ故にかつては「アマチュア選手除外」の規定が存在していた。しかし2007年5月、当時アマチュアで高校生であった石川遼が史上最年少でツアー優勝したことを受けて、JGTOでは同年7月30日の理事会でこの規定を削除し、アマ選手の出場が承認された。
優勝者には赤色のチャンピオンブレザーと大ペナント、JTカップが授与されるほか、副賞として日産自動車の車両（2024年はアリア）、さらに向こう3年間の日本ツアーシード権が与えられる。
1998年までは日本プロゴルフ協会（PGA）が主催する公式戦だった。現在は報知新聞社、読売新聞社、日本テレビ放送網が主催している。1988年から1997年までは日立製作所が協賛し、1998年からはJTが特別協賛。その他、日産自動車、ブリヂストンスポーツ、二階堂酒造、アメリカン・エキスプレス、エアトリが協賛している。かつてはシチズン時計や東武百貨店、ダンロップ、NTT DATA、コンパック、日興證券、理想科学工業、コニカミノルタ、松下電工等が協賛していた時期もあった。
大会創設当初は前半2日間を大阪よみうりカントリークラブ・東コース（読売テレビ運営）、1日の移動日を挟んで後半2日間を東京よみうりカントリークラブ（よみうりランド運営）で行っていた。第28回（1991年）から第31回（1994年）は1年ごとに東京と大阪の交互で開催。第32回（1995年）からは東京よみうりCCに会場が固定されて開催されている。
東京よみうりCCの18番ホールにはホールインワン賞が設定されており、達成者には賞金200万円とJT傘下のテーブルマークのさぬきうどん1年分が贈呈される。2014年までは缶コーヒールーツ1年分が与えられたが、JTの飲料事業撤退により2015年から変更になっている。日立が協賛していた時代には家電製品が贈られていた。ホールインワン賞は1998年の3日目にエドアルド・エレラが唯一達成している。

## 本大会出場資格
本大会の出場者は30名である。
1. 前年度優勝者
2. その年のシーズン開幕戦から日本シリーズ前週までの日本ツアー競技優勝者（2007年以降はアマチュアも含む）
3. その年のシーズン開幕戦から本大会当週までの日本ツアー賞金ランキング上位20位以内の選手
4. 日本ツアーメンバーであり、そのシーズンのPGAツアーもしくはヨーロピアンツアー優勝者
5. 日本ツアーメンバーであり、本大会前週時点でのオフィシャルワールドゴルフランキング100位までの選手
6. それでも満たない場合は本大会当週時点での賞金ランク上位選手（30名に達するまで）

ただし2020年は5試合しか開催されず、シーズン開幕戦からダンロップフェニックスまでの日本ツアー競技で3位タイまでの選手が追加された。ただしアマチュアは対象外。なおそれでも満たない場合は6の資格で追加されることになっている。2021年の大会には2020年東京オリンピックのゴルフ競技代表選手も出場資格が追加された。

## 歴代優勝者
| 開催回                       | 開催時期                                     | 優勝者名                   | 開催コース |
| ゴルフ日本シリーズ           | ゴルフ日本シリーズ                           | ゴルフ日本シリーズ         | ゴルフ日本シリーズ |
| ---------------------------- | -------------------------------------------- | -------------------------- | --- |
| 第1回                        | 1963年11月5日、11月6日、11月8日、11月9日     | 石井朝夫                   | 大阪よみうりカントリークラブ・東コース 紫カントリークラブすみれコース（千葉）                                          |
| 第2回                        | 1964年11月4日、11月5日、11月7日、11月8日     | 陳清波                     | 大阪よみうりカントリークラブ・東コース （1975年からは大阪よみうりカントリークラブに変更） 東京よみうりカントリークラブ |
| 第3回                        | 1965年11月10日、11月11日、11月13日、11月14日 | 杉原輝雄                   | 大阪よみうりカントリークラブ・東コース （1975年からは大阪よみうりカントリークラブに変更） 東京よみうりカントリークラブ |
| 第4回                        | 1967年11月11日、11月12日、11月14日、11月15日 | 河野高明                   | 大阪よみうりカントリークラブ・東コース （1975年からは大阪よみうりカントリークラブに変更） 東京よみうりカントリークラブ |
| 第5回                        | 1968年11月27日、11月28日、11月30日、12月1日  | 河野高明                   | 大阪よみうりカントリークラブ・東コース （1975年からは大阪よみうりカントリークラブに変更） 東京よみうりカントリークラブ |
| 第6回                        | 1969年11月26日、11月27日、11月29日、11月30日 | 杉本英世                   | 大阪よみうりカントリークラブ・東コース （1975年からは大阪よみうりカントリークラブに変更） 東京よみうりカントリークラブ |
| 第7回                        | 1970年11月25日、11月26日、11月28日、11月29日 | 杉原輝雄                   | 大阪よみうりカントリークラブ・東コース （1975年からは大阪よみうりカントリークラブに変更） 東京よみうりカントリークラブ |
| 第8回                        | 1971年11月17日、11月18日、11月20日、11月21日 | 尾崎将司                   | 大阪よみうりカントリークラブ・東コース （1975年からは大阪よみうりカントリークラブに変更） 東京よみうりカントリークラブ |
| 第9回                        | 1972年11月15日、11月16日、11月18日、11月19日 | 尾崎将司                   | 大阪よみうりカントリークラブ・東コース （1975年からは大阪よみうりカントリークラブに変更） 東京よみうりカントリークラブ |
| 第10回                       | 1973年11月29日 - 12月2日                     | 杉原輝雄                   | 大阪よみうりカントリークラブ・東コース （1975年からは大阪よみうりカントリークラブに変更） 東京よみうりカントリークラブ |
| 第11回                       | 1974年11月14日 - 11月17日                    | 尾崎将司                   | 大阪よみうりカントリークラブ・東コース （1975年からは大阪よみうりカントリークラブに変更） 東京よみうりカントリークラブ |
| 第12回                       | 1975年11月13日 - 11月16日                    | 村上隆                     | 大阪よみうりカントリークラブ・東コース （1975年からは大阪よみうりカントリークラブに変更） 東京よみうりカントリークラブ |
| 第13回                       | 1976年11月17日、11月18日、11月20日、11月21日 | 前田新作                   | 大阪よみうりカントリークラブ・東コース （1975年からは大阪よみうりカントリークラブに変更） 東京よみうりカントリークラブ |
| 第14回                       | 1977年11月30日、12月1日、12月3日、12月4日    | 尾崎将司                   | 大阪よみうりカントリークラブ・東コース （1975年からは大阪よみうりカントリークラブに変更） 東京よみうりカントリークラブ |
| 第15回                       | 1978年11月29日、11月30日、12月2日、12月3日   | 青木功                     | 大阪よみうりカントリークラブ・東コース （1975年からは大阪よみうりカントリークラブに変更） 東京よみうりカントリークラブ |
| 第16回                       | 1979年11月28日、11月29日、12月1日、12月2日   | 青木功                     | 大阪よみうりカントリークラブ・東コース （1975年からは大阪よみうりカントリークラブに変更） 東京よみうりカントリークラブ |
| 第17回                       | 1980年12月3日、12月4日、12月6日、12月7日     | 尾崎将司                   | 大阪よみうりカントリークラブ・東コース （1975年からは大阪よみうりカントリークラブに変更） 東京よみうりカントリークラブ |
| 第18回                       | 1981年12月5日、12月6日                       | 羽川豊                     | 東京よみうりカントリークラブ                                                                                           |
| 第19回                       | 1982年12月1日、12月2日、12月4日、12月5日     | 中嶋常幸                   | 大阪よみうりカントリークラブ 東京よみうりカントリークラブ                                                              |
| 第20回                       | 1983年11月30日、12月1日、12月3日、12月4日    | 青木功                     | 大阪よみうりカントリークラブ 東京よみうりカントリークラブ                                                              |
| 第21回                       | 1984年11月28日、11月29日、12月1日、12月2日   | 中村通                     | 大阪よみうりカントリークラブ 東京よみうりカントリークラブ                                                              |
| 第22回                       | 1985年12月4日、12月5日、12月7日、12月8日     | 尾崎健夫                   | 大阪よみうりカントリークラブ 東京よみうりカントリークラブ                                                              |
| 第23回                       | 1986年12月3日、12月4日、12月6日、12月7日     | 中村通                     | 大阪よみうりカントリークラブ 東京よみうりカントリークラブ                                                              |
| 第24回                       | 1987年12月2日、12月3日、12月5日、12月6日     | 青木功 デビッド・イシイ    | 大阪よみうりカントリークラブ 東京よみうりカントリークラブ                                                              |
| ゴルフ日本シリーズ日立カップ |                                              |                            | |
| 第25回                       | 1988年11月30日、12月1日、12月3日、12月4日    | 尾崎直道                   | 大阪よみうりカントリークラブ （1990年に ｢読売ゴルフ・メンバーコース｣ に変更。） 東京よみうりカントリークラブ           |
| 第26回                       | 1989年11月29日、11月30日、12月2日、12月3日   | 大町昭義                   | 大阪よみうりカントリークラブ （1990年に ｢読売ゴルフ・メンバーコース｣ に変更。） 東京よみうりカントリークラブ           |
| 第27回                       | 1990年11月28日、11月29日、12月1日、12月2日   | 尾崎直道                   | 大阪よみうりカントリークラブ （1990年に ｢読売ゴルフ・メンバーコース｣ に変更。） 東京よみうりカントリークラブ           |
| 第28回                       | 1991年12月5日 - 12月8日                      | 尾崎直道                   | 東京よみうりカントリークラブ                                                                                           |
| 第29回                       | 1992年12月3日 - 12月6日                      | 陳志明                     | 読売ゴルフ・メンバーコース                                                                                             |
| 第30回                       | 1993年12月2日 - 12月5日                      | 中嶋常幸                   | 東京よみうりカントリークラブ                                                                                           |
| 第31回                       | 1994年12月1日 - 12月4日                      | 佐々木久行                 | 読売ゴルフ・メンバーコース                                                                                             |
| 第32回                       | 1995年11月30日 - 12月3日                     | 尾崎将司                   | 東京よみうりカントリークラブ                                                                                           |
| 第33回                       | 1996年11月28日 - 12月1日                     | 尾崎将司                   | 東京よみうりカントリークラブ                                                                                           |
| 第34回                       | 1997年12月4日 - 12月7日                      | 丸山茂樹                   | 東京よみうりカントリークラブ                                                                                           |
| ゴルフ日本シリーズJTカップ   |                                              |                            | |
| 第35回                       | 1998年12月3日 - 12月6日                      | 宮本勝昌                   | 東京よみうりカントリークラブ                                                                                           |
| 第36回                       | 1999年12月2日 - 12月5日                      | 細川和彦                   | 東京よみうりカントリークラブ                                                                                           |
| 第37回                       | 2000年11月30日 - 12月3日                     | 片山晋呉                   | 東京よみうりカントリークラブ                                                                                           |
| 第38回                       | 2001年11月29日 - 12月2日                     | 宮本勝昌                   | 東京よみうりカントリークラブ                                                                                           |
| 第39回                       | 2002年12月5日 - 12月8日                      | 片山晋呉                   | 東京よみうりカントリークラブ                                                                                           |
| 第40回                       | 2003年12月4日 - 12月7日                      | 平塚哲二                   | 東京よみうりカントリークラブ                                                                                           |
| 第41回                       | 2004年12月2日 - 12月5日                      | ポール・シーハン           | 東京よみうりカントリークラブ                                                                                           |
| 第42回                       | 2005年12月1日 - 12月4日                      | 今野康晴                   | 東京よみうりカントリークラブ                                                                                           |
| 第43回                       | 2006年11月30日 - 12月3日                     | ジーブ・ミルカ・シン       | 東京よみうりカントリークラブ                                                                                           |
| 第44回                       | 2007年11月29日 - 12月2日                     | ブレンダン・ジョーンズ     | 東京よみうりカントリークラブ                                                                                           |
| 第45回                       | 2008年12月4日 - 12月7日                      | ジーブ・ミルカ・シン       | 東京よみうりカントリークラブ                                                                                           |
| 第46回                       | 2009年12月3日 - 12月6日                      | 丸山茂樹PO                 | 東京よみうりカントリークラブ                                                                                           |
| 第47回                       | 2010年12月2日 - 12月5日                      | 藤田寛之                   | 東京よみうりカントリークラブ                                                                                           |
| 第48回                       | 2011年12月1日 - 12月4日                      | 藤田寛之                   | 東京よみうりカントリークラブ                                                                                           |
| 第49回                       | 2012年11月29日 - 12月2日                     | 藤田寛之                   | 東京よみうりカントリークラブ                                                                                           |
| 第50回                       | 2013年12月5日 - 12月8日                      | 宮里優作                   | 東京よみうりカントリークラブ                                                                                           |
| 第51回                       | 2014年12月4日 - 12月7日                      | 宮本勝昌                   | 東京よみうりカントリークラブ                                                                                           |
| 第52回                       | 2015年12月3日 - 12月6日                      | 石川遼                     | 東京よみうりカントリークラブ                                                                                           |
| 第53回                       | 2016年12月1日 - 12月4日                      | 朴相賢（パク・サンヒョン） | 東京よみうりカントリークラブ                                                                                           |
| 第54回                       | 2017年11月30日 - 12月3日                     | 宮里優作                   | 東京よみうりカントリークラブ                                                                                           |
| 第55回                       | 2018年11月29日 - 12月2日                     | 小平智PO                   | 東京よみうりカントリークラブ                                                                                           |
| 第56回                       | 2019年12月5日 - 12月8日                      | 石川遼PO                   | 東京よみうりカントリークラブ                                                                                           |
| 第57回                       | 2020年12月3日 - 12月6日                      | チャン・キム               | 東京よみうりカントリークラブ                                                                                           |
| 第58回                       | 2021年12月2日 - 12月5日                      | 谷原秀人                   | 東京よみうりカントリークラブ                                                                                           |
| 第59回                       | 2022年12月1日 - 12月4日                      | 谷原秀人                   | 東京よみうりカントリークラブ                                                                                           |
| 第60回                       | 2023年11月30日 - 12月3日                     | 蟬川泰果                   | 東京よみうりカントリークラブ                                                                                           |
| 第61回                       | 2024年11月28日 - 12月1日                     | ショーン・ノリス           | 東京よみうりカントリークラブ                                                                                           |
| 第62回                       | 2025年12月4日 - 12月7日                      | 不明の旗                   | 東京よみうりカントリークラブ                                                                                           |

PO プレーオフでの決着。
1966年はカナダカップ（現在：ワールドカップ）の開催と日程的に重なったため開催されず。

## 賞金
2021年現在、賞金総額1億3000万円、優勝賞金4000万円。ただし2020年は新型コロナの影響で経費の増加が見込まれることから賞金総額を1億円（優勝賞金2500万円）に減額した上で無観客で開催された。
| 順位 | 賞金 (¥)   | 順位 | 賞金 (¥)  | 順位 | 賞金 (¥)  |
| ---- | ---------- | ---- | --------- | ---- | --------- |
| 優勝 | 40,000,000 | 11   | 3,117,593 | 21   | 1,505,592 |
| 2    | 15,000,000 | 12   | 2,857,593 | 22   | 1,401,592 |
| 3    | 10,000,000 | 13   | 2,597,593 | 23   | 1,297,592 |
| 4    | 6,211,593  | 14   | 2,337,593 | 24   | 1,193,592 |
| 5    | 5,171,593  | 15   | 2,207,593 | 25   | 1,141,592 |
| 6    | 4,651,593  | 16   | 2,077,593 | 26   | 1,089,592 |
| 7    | 4,261,593  | 17   | 1,947,593 | 27   | 1,087,592 |
| 8    | 3,936,593  | 18   | 1,817,593 | 28   | 985,592   |
| 9    | 3,637,593  | 19   | 1,713,593 | 29   | 933,592   |
| 10   | 3,377,593  | 20   | 1,609,592 | 30   | 881,592   |

- 表彰式
- 大会役員
- 出場プロ
- 谷原秀人 チャンピオンブレザー授与
- 谷原秀人 JTカップ授与
- 谷原秀人 大ペナント授与

## テレビ放送
- 前半2日間を日テレジータス、後半2日間を主催局の日本テレビをキーステーションに放送されており、大会3日目はNNS系列22局（秋田放送・山梨放送・北日本放送・福井放送・四国放送・高知放送・テレビ大分は除く）、最終日はNNN系列30局とFNS系列の沖縄テレビを含む全国31局ネットでいずれも録画放送されている。2020年はTVerとのサイマル配信（前半2日間はジータス、後半2日間は地上波と同時）。
- 最終日がある12月第1日曜日に東海テレビ制作のFNS28局ネット向けの特別番組が放送されるが、沖縄テレビとNNN・FNSのクロスネット局であるテレビ大分・テレビ宮崎はこの日の夕方に「JTカップ」を優先している為、東海テレビ制作の特番を翌週末に振り替えて放送している。またBS日テレでは大会3日目・大会4日目をそれぞれ翌日早朝に地上波で放送した内容を再放送している。
- 2010年からは、ゴルフネットワーク「とことん1番ホール生中継」最終弾として放送。
- 2000年大会のみ、BS日テレで、開局スペシャルとして、12月2日と12月3日の両日、18:00 - 19:30放送した[20]。

## エピソード
- 1970年の第7回で、関東オープンを制し、杉原を2打差で追っていた謝永郁は、東京よみうりCCに向かう最中に小田急線遅延の影響で、スタートに間に合わず失格となった。